# Zołotuchino (rejon kurczatowski)
Zołotuchino (ros. Золотухино) – chutor w zachodniej Rosji, w sielsowiecie makarowskim rejonu kurczatowskiego w obwodzie kurskim.

## Geografia
Miejscowość położona jest nad rzeką Łomna (dopływ Sejmu), 16 km od centrum administracyjnego sielsowietu makarowskiego (Makarowka), 9 km od centrum administracyjnego rejonu (Kurczatow), 30,5 km od Kurska.
W granicach miejscowości znajduje się 11 posesji.

## Demografia
W 2010 r. miejscowość zamieszkiwało 7 osób.